# Monumento de Bunker Hill

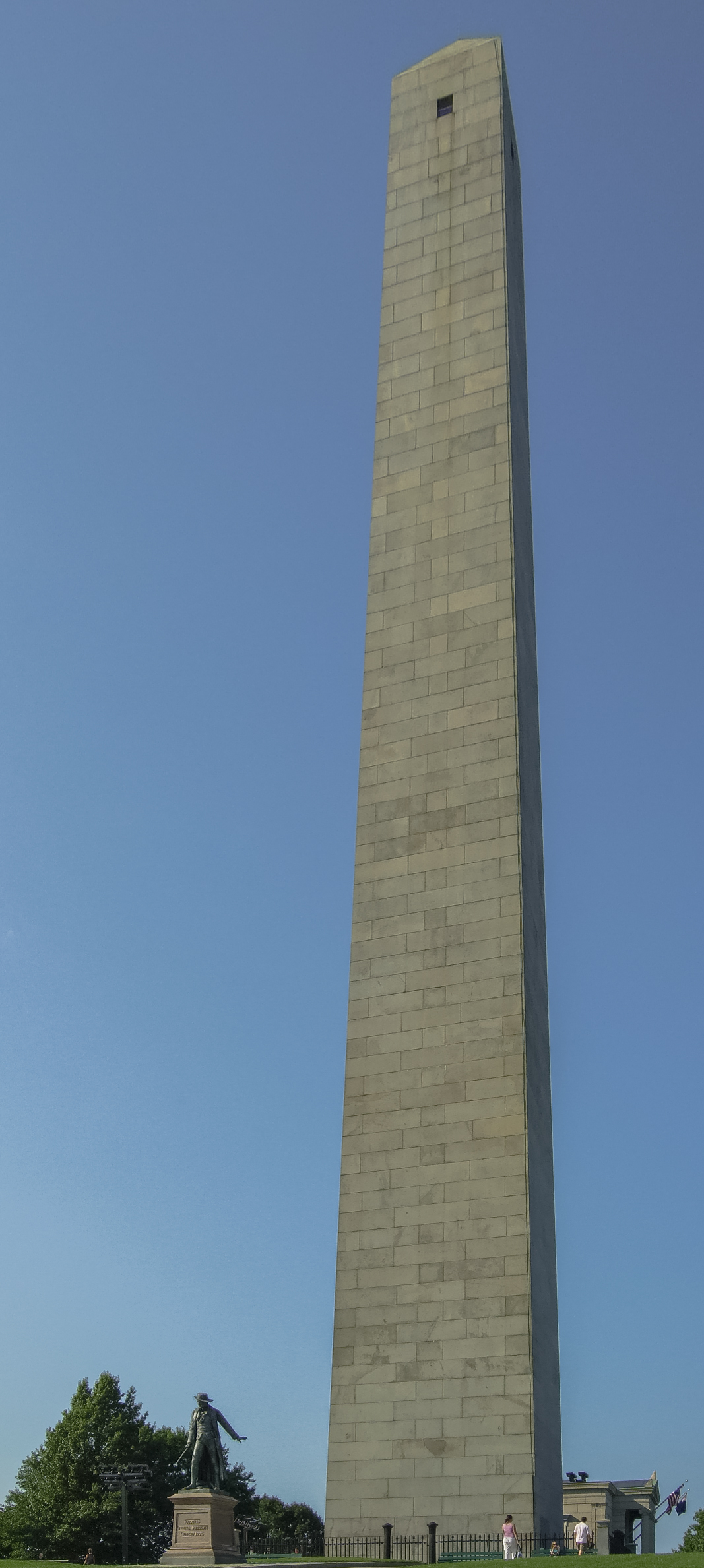
Monumento de Bunker Hill.

El Monumento de Bunker Hill es un obelisco diseñado para conmemorar la Batalla de Bunker Hill de la Guerra de Independencia de los Estados Unidos, en la cual los británicos trataron de romper el asedio que los patriotas norteamericanos habían llevado a cabo en torno a la ciudad de Boston.
El obelisco de granito, que tiene 221 pies de altura (77 m), fue construido entre 1827 y 1843 en Charlestown (Massachusetts) con granito traído de la localidad de Quincy a través de una línea del ferrocarril, que fue creada especialmente para este proyecto. 
El monumento no está en la Bunker Hill sino en la Breed's Hill, donde la mayoría de los combates tuvieron lugar en realidad. La asociación del monumento, que había comprado toda la zona de batalla, tuvo que vender los terrenos salvo la cima de la colina para poder costear su construcción. 
El monumento, uno de los primeros de los Estados Unidos, fue erigido para conmemorar la batalla, el mayor conflicto entre las fuerzas británicas y patriotas norteamericanos en la guerra que tuvo lugar el 17 de junio de 1775. El primer monumento en este lugar fue creado en memoria del héroe caído masón Joseph Warren en 1794 por la Logia Masónica del Rey Salomón. Inicialmente tenía una altura de 18 pies (5,5 m) y estaba constituido por un pilar de madera coronado con una urna dorada. Enfrente del obelisco se encuentra una estatua al coronel William Prescott, otro héroe de la batalla. Durante los enfrentamientos, de acuerdo con algunos historiadores, el acuñó la famosa frase "no disparéis hasta ver el blanco de sus ojos".